# Liste der Naturschutzgebiete im Landkreis Fürstenfeldbruck
Im Landkreis Fürstenfeldbruck gibt es drei Naturschutzgebiete. Zusammen nehmen sie eine Fläche von 624,67 Hektar ein. Das größte Naturschutzgebiet ist das 1996 eingerichtete Naturschutzgebiet Ampermoos.
| Name                                                                  | Bild | Kennung                   | Kreis                                                                        | Einzelheiten                                                                          | Position | Fläche Hektar | Datum |
| --------------------------------------------------------------------- | ---- | ------------------------- | ---------------------------------------------------------------------------- | ------------------------------------------------------------------------------------- | -------- | ------------- | ----- |
| Amperauen mit Leitenwälder zwischen Fürstenfeldbruck und Schöngeising |      | NSG-00511.01 WDPA: 162202 | Landkreis Fürstenfeldbruck                                                   |                                                                                       | ⊙        | 184,57        | 1986  |
| Ampermoos                                                             |      | NSG-00168.01 WDPA: 81306  | Landkreis Fürstenfeldbruck, Landkreis Landsberg am Lech, Landkreis Starnberg | LK Fürstenfeldbruck 282,44 ha, LK Landsberg am Lech 107,23 ha, LK Starnberg 138,79 ha | ⊙        | 528,46        | 1996  |
| Haspelmoor                                                            |      | NSG-00250.01 WDPA: 163552 | Landkreis Fürstenfeldbruck                                                   |                                                                                       | ⊙        | 157,66        | 1985  |
| Legende für Naturschutzgebiet                                         |      |                           |                                                                              |                                                                                       |          |               |       |